# Mark Wallinger
Mark Wallinger (ur. 1959) – artysta brytyjski, malarz, rzeźbiarz, twórca instalacji i sztuki wideo. Laureat Nagrody Turnera.

## Twórczość

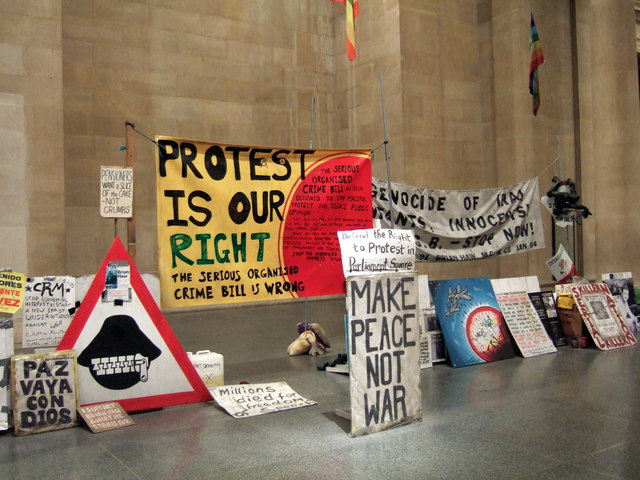
State Britain, instalacja Marka Wallingera w galerii Tate Britain

Do najbardziej znanych prac Wallingera należą m.in.: Ecce Homo (1999) – rzeźba przedstawiająca figurę Chrystusa; State Britain (2007) – instalacja w galerii Tate Britain będąca dokładną imitacją antywojennego protestu Briana Haw przed budynkiem brytyjskiego Parlamentu.
Wallinger studiował w Chelsea School of Art oraz Goldsmiths College of Art w Londynie. Artysta aktywnie tworzył i wystawiał prace w galeriach od wczesnych lat 80. XX w. W 1993 roku wziął udział w zbiorowej wystawie Young British Artists II w Galerii Saatchi; był jednym z artystów biorących udział w zbiorowej wystawie Sensation w 1997 roku.
Artysta często wraca do motywu wyścigów konnych; jest twórcą cyklu obrazów przedstawiających konie wyścigowe w skali 1:1. W 2005 roku Wallinger kupił konia wyścigowego, któremu nadał imię A Real Work of Art i zgłosił na wyścigi jako „żywe dzieło sztuki”.
Prace Wallingera uważane są za przykład sztuki konceptualnej i często interpretowane jako komentarz dotyczący kwestii społecznych czy politycznych, problemu klas społecznych i tożsamości narodowej Brytyjczyków.